# Helmholtzstraße 18 (Magdeburg)

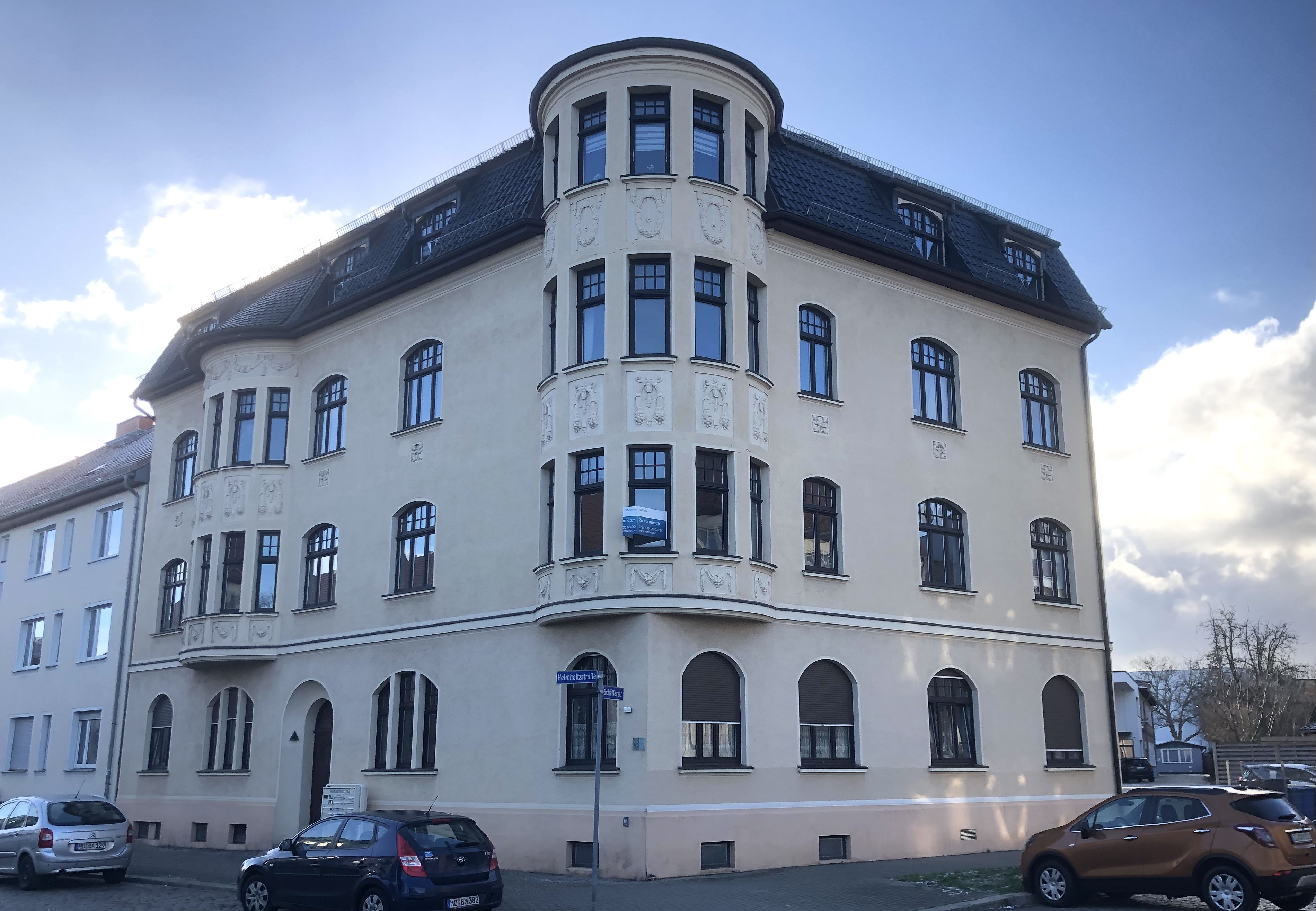
Helmholtzstraße 18 im Jahr 2022

Das Gebäude Helmholtzstraße 18 ist ein denkmalgeschütztes Wohnhaus im Magdeburger Stadtteil Leipziger Straße in Sachsen-Anhalt.

## Lage
Das Haus befindet sich auf der Südseite der Helmholtzstraße in einer das Straßenbild prägenden Ecklage zur östlich des Hauses einmündenden Schäfferstraße.

## Architektur und Geschichte
Der dreigeschossige verputzte Bau wurde im Jahr 1908 vom Bauunternehmen Rudolf Bernhardt für den Fabrikanten Ernst Stolze errichtet. Stolze betrieb unmittelbar südlich des Gebäudes eine Fabrik für Eisen- und Blechkonstruktionen, Apparatebau, Schweißerei und Dreherei. Die Ecksituation wird durch einen dreigeschossigen Runderker betont, der sich oberhalb des Erdgeschosses erhebt und so bis in den Dachbereich reicht. Er ist mit eng gesetzten Fensteröffnungen versehen. Der nach Norden zur Helmholtzstraße liegende Hauseingang ist als Rundbogen, mit breiter Hohlkehle gestaltet. Beiderseits des Eingangs befinden sich im Erdgeschoss breite dreiteilige Segmentbogenfenster. Links des Eingangs ist vor den Obergeschossen ein halbrund geschwungen ausgeführter Erker angeordnet. Die Fensteröffnung des Hauses sind als Segmentbögen gestaltet, wobei verschiedene Größen zum Einsatz kamen. Nur die Fenster des Runderkers wurden hochrechteckig gebaut. Die Fassade ist mit flachen Elementen in Form von Kränzen, Girlanden und Tüchern mit Früchten verziert. Darüber hinaus finden sich quadratische Reliefs mit der Darstellung nackter Kinder. Bedeckt wird der Bau von einem Mansarddach.
Im örtlichen Denkmalverzeichnis ist das Wohnhaus unter der Erfassungsnummer 094 18266 als Baudenkmal verzeichnet.
Das Gebäude gilt als für die Zeit der Reformarchitektur nach dem Jahr 1900 typisches Mehrfamilienwohnhaus.